# Льгота-Блотна
Льгота-Блотна (пол. Lgota Błotna) — село в Польщі, у гміні Лелюв Ченстоховського повіту Сілезького воєводства.
Населення — 166 осіб (2011).
У 1975-1998 роках село належало до Ченстоховського воєводства.

## Демографія
Демографічна структура станом на 31 березня 2011 року:
|          | Загалом | Допрацездатний вік | Працездатний вік | Постпрацездатний вік |
| -------- | ------- | ------------------ | ---------------- | -------------------- |
| Чоловіки | 85      | 21                 | 48               | 16                   |
| Жінки    | 81      | 22                 | 39               | 20                   |
| Разом    | 166     | 43                 | 87               | 36                   |